# الحياة جميلة (فلم 1987)
الحياة جميلة (بالفرنسية: La Vie est belle))بالنجليزي ( Life is beautiful )، هُو فيلم كونغولي صدر سنة 1987 وأخرجه الثنائي مويزي نغانغورا وبينوا لامي.

## وصلات خارجية
- الحياة جميلة  في قاعدة بيانات الأفلام على الإنترنت (بالإنجليزية)